# Iris Murdoch
Dame Jean Iris Murdoch DBE (* 15. Juli 1919 in Dublin; † 8. Februar 1999 in Oxford) war eine anglo-irische Schriftstellerin und Philosophin. Sie ist bekannt für ihre Sachbücher und Romane, die ethische oder erotisch-sexuelle Themen behandeln.

## Leben
Iris Murdoch wurde 1919 als einziges Kind eines britischen Beamten und einer irischen Sängerin in Phibsborough bei Dublin geboren. Als sie erst ein paar Wochen alt war, zog die Familie nach London um. Iris wurde auf Privatschulen geschickt: 1925 in die Froebel Demonstration School in Roehampton im London Borough of Wandsworth, ab 1932 in die Badminton School in Westbury-on-Trym bei Bristol.
Murdoch studierte klassische und alte Geschichte, Philologie sowie Philosophie am Somerville College der Universität Oxford. Am Newnham College der Universität Cambridge promovierte sie bei Ludwig Wittgenstein in Philosophie. Im Jahr 1948 wurde sie Fellow am St Anne’s College der Universität Oxford. Während des Krieges arbeitete sie im Londoner Schatzamt und anschließend in Österreich im Bereich der Flüchtlingshilfe.
Sie schrieb 1954 ihren ersten Roman Unter dem Netz (engl.: Under the Net), nachdem sie zuvor schon philosophische Abhandlungen veröffentlicht hatte, unter anderem die erste englischsprachige Studie über Jean-Paul Sartre. Sie lernte 1956 in Oxford ihren späteren Ehemann John Bayley (1925–2015) kennen, einen Professor für Englische Literatur und ebenfalls Schriftsteller. Danach schrieb sie weitere 25 Romane, philosophische Texte und Dramen bis ins Jahr 1995, als die ersten Symptome der Alzheimer-Krankheit einsetzten, die sie am Anfang für eine Schreibblockade hielt.
Murdoch erhielt 1978 den Booker Prize für Das Meer, das Meer (engl.: The Sea, the Sea), einen äußerst detailreichen Roman über die Kraft der Liebe und des Verlustes: Ein ehemaliger Theaterregisseur wird von Eifersucht überwältigt, als er seine ehemalige große Liebe nach mehreren Jahrzehnten wieder trifft. 1975 wurde sie in die American Academy of Arts and Letters und 1982 in die American Academy of Arts and Sciences aufgenommen.
Im Jahre 1987 wurde sie zur „Dame Commander“ (DBE) des britischen Ritterordens Order of the British Empire, vorrangig für ihr Engagement während der Kriegsjahre, ernannt. Die Universität Cambridge verlieh ihr 1993 die Ehrendoktorwürde.
In ihrer Studienzeit in Oxford war Iris Murdoch Mitglied der Communist Party of Great Britain.
Iris Murdoch starb am 8. Februar 1999 mit 79 Jahren in Oxford.

## Schaffen
Murdoch war stark geprägt von Plato, Sigmund Freud und Jean-Paul Sartre. Ihre Romane sind abwechselnd eindringlich und grotesk, voll von schwarzem Humor und überraschenden Wendungen; sie gehen unter die zivilisierte Oberfläche des „Upper-Middle-Class“-Milieus, dem ihre Charaktere gewöhnlich angehören. Oft kommen untypische schwule Personen in ihren Werken vor, vor allem in The Bell (1958) und A Fairly Honourable Defeat (1970). Sie schrieb auch oft über einen mächtigen und fast dämonischen männlichen „Zauberer“, der seinen Willen den anderen Charakteren aufzwingt – einen Typus von Mann, den Murdoch angeblich ihrem Liebhaber, dem Schriftsteller Elias Canetti, nachempfunden hat.
Obwohl sie vorwiegend in einem realistischen Stil schrieb, flocht sie gelegentlich in ihr Werk Mehrdeutigkeiten durch die missverständliche Verwendung von Symbolen und durch die Verwendung von Fantasy-Elementen in ihren präzise beschreibenden Szenen ein.
Das Einhorn (The Unicorn, 1963) kann als ausgeklügelte Schauer-Romanze oder als Roman mit Gruselelementen oder vielleicht als brillante Parodie auf den Schauerroman verstanden werden. Der schwarze Prinz (The Black Prince, 1973) ist eine bemerkenswerte Studie erotischer Besessenheit. Dieser Text wird komplizierter und suggerierte unterschiedliche Interpretationen dadurch, dass einige nachrangige Charaktere dem Erzähler und dem mysteriösen „Herausgeber“ des Buches in einer Reihe von Nachworten widersprechen.
Einige ihrer Werke wurden für das Fernsehen verfilmt, wie zum Beispiel die britischen Fernsehserien nach der Vorlage ihrer Romane An Unofficial Rose und The Bell. John Boynton Priestley adaptierte ihren Roman A Severed Head aus dem Jahr 1961 für die Bühne, das Stück wurde 1971 von Richard Attenborough mit dem Schauspieler Ian Holm uraufgeführt.
Murdoch ist die Protagonistin in Richard Eyres preisgekrönter, aber inhaltlich umstrittener Filmbiographie Iris von 2001. Darin wird die Geschichte ihres Verfalls durch die Alzheimer-Krankheit aus der Sicht ihres Mannes John Bayley beschrieben, zu der Zeit, als das Paar in North Oxford lebte. Murdoch wurde in dem Film von Kate Winslet und Judi Dench dargestellt.
Der britische Schriftsteller A. N. Wilson verfasste eine 2003 erschienene Biographie über Murdoch: Iris Murdoch as I Knew Her (Iris Murdoch wie ich sie kannte).

## Werke

### Romane
- Under the Net, Chatto und  Windus, London 1954; Neuausgabe bei Vintage, London 2004, ISBN 0-09-945844-6
  - deutsch: Unter dem Netz, übersetzt von Ilse Krämer. Rascher, Zürich  1957; Piper, München 2017, ISBN 978-3-492-50122-4
- The Flight from the Enchanter, Chatto & Windus, London 1956
  - deutsch: Flucht vor dem Zauberer, übersetzt von Werner Peterich. Piper, München 1964; Neuausgabe ebd. 2017, ISBN 978-3-492-50120-0
- The Sandcastle (1957)
  - deutsch: Die Sandburg, übersetzt von Maria Wolff. Piper, München 1959
- The Bell (1958)
  - deutsch: Die Wasser der Sünde, übersetzt von Maria Wolff. Piper, München 1962
- A Severed Head (1961)
  - deutsch: Maskenspiel, übersetzt von Karin Reese. Piper, München 1964
  - als Ein abgetrennter Kopf neu übersetzt von Maria Hummitzsch. Piper, München 2017, ISBN 978-3-492-05861-2
- An Unofficial Rose (1962)
- The Unicorn (1963)
- The Italian Girl (1964)
  - deutsch: Das italienische Mädchen, übersetzt von Inge Wiskott. Ehrenwirth, München 1982
  - neu übersetzt von Stefanie Schaffer-de Vries. Deuticke, Wien 1997
- The Red and the Green (1965)
- The Time of the Angels (1966)
- The Nice and the Good (1968)
  - deutsch: Lauter feine Leute, übersetzt von Margitta de Hervás. Scherz, Bern 1968
- Bruno’s Dream (1969)
- A Fairly Honourable Defeat (1970)
- An Accidental Man (1971)
  - deutsch: Ein Mann unter vielen, übersetzt von Inge Wiskott. Ehrenwirth, München 1980
- The Black Prince (1973)
  - deutsch: Der schwarze Prinz, übersetzt von Herbert Schlüter. Claassen, Düsseldorf 1975
  - neu übersetzt von Stefanie Schaffer-de Vries. Deuticke, Wien 1998; Piper, München 2017, ISBN 978-3-492-50119-4
- The Sacred and Profane Love Machine (1974)
  - deutsch: Uhrwerk der Liebe, übersetzt von Kyra Stromberg und Martin Kluger. Claassen, Düsseldorf 1977
- A Word Child (1975)
- Henry and Cato (1976)
  - deutsch: Henry und Cato, übersetzt von Mechthild Sandberg. Piper, München 1964; Neuausgabe ebd. 2017, ISBN 978-3-492-50121-7
- The Sea, the Sea (1978), ausgezeichnet mit dem Booker Prize
  - deutsch: Das Meer, das Meer, übersetzt von Margitta de Hervás und Kyra Stromberg. Claassen, Düsseldorf 1981; Piper, München 2017, ISBN 978-3-492-50118-7
- Nuns and Soldiers (1980)
- The Philosopher’s Pupil (1983)
- The Good Apprentice (1985)
  - deutsch: In guter Absicht, übersetzt von Utta Roy-Seifert. Deuticke, Wien 1999
- The Book and the Brotherhood (1987)
- The Message to the Planet (1989)
- The Green Knight (1993)
- Jackson’s Dilemma (1995)
- Something Special (gekürzte Wiederauflage 1999; Originalveröffentlichung 1957)

### Philosophie
- Sartre: Romantic Rationalist (1953)
- The Sovereignty of Good (1970)
  - deutsche Ausgabe: Die Souveränität des Guten. Aus dem Englischen und mit einem Nachwort von Eva-Maria Düringer, Suhrkamp, Berlin 2023, ISBN 978-3-518-29992-0.
- The Fire and the Sun (1977)
- Acastos: Two Platonic Dialogues (1986)
- Metaphysics as a Guide to Morals (1992)
- Existentialists and Mystics (1997)

### Theaterstücke
- A Severed Head (mit J.B. Priestly, 1964)
- The Italian Girl (mit James Saunders, 1969)
- The Three Arrows & The Servants and the Snow (1973)
- The Black Prince (1987), dt.: Der schwarze Prinz

### Lyrik
- A Year of Birds (1978; überarbeitete Auflage 1984)
- Poems by Iris Murdoch (1997)